# Coppa Italia 2012 (canoa polo maschile)
La Coppa Italia di canoa polo maschile 2012 si è tenuta ad Anzola dell'Emilia il 31 marzo e il 1º aprile 2012 ed è stata la 13ª edizione dall'introduzione del regolamento ICF. È stata vinta dalla Pro Scogli Chiavari, che ha battuto in finale gli storici rivali del Circolo Nautico Posillipo. Alla Coppa Italia era associato anche un Torneo Internazionale, per cui hanno partecipato anche due squadre tedesche (R.M. Essen e KC Radolfzell), la nazionale italiana femminile e una squadra creata apposta per il torneo (Anzola).

## Formula
Le 28 squadre iscritte erano divise in 8 gironi all'italiana, 4 composti da 4 squadre e 4 da 3. In seguito le prime classificate entravano in altri due gironi al termine dei quali le prime due classificate si sono sfidate in semifinali e finali, mentre le altre hanno fatto soltanto delle finali per determinare le posizioni dal 5º all'8º posto. Una formula simile si è applicata per le seconde classificate (si sono giocate dal 9º al 16º posto) e le terze (dal 17° al 24°) mentre le 4 squadre classificate hanno stabilito la loro posizione in base a un girone all'italiana.

## Tabellone

### 1ª fase
|  |    | Girone A     | Pti | G | V | N | P |
|  | -- | ------------ | --- | - | - | - | - |
|  | 1. | CN Posillipo | 6   | 2 | 2 | 0 | 0 |
|  | 2. | Idroscalo    | 3   | 2 | 1 | 0 | 1 |
|  | 3. | CC Firenze   | 0   | 2 | 0 | 0 | 2 |

|  |    | Girone B     | Pti | G | V | N | P |
|  | -- | ------------ | --- | - | - | - | - |
|  | 1. | PS Chiavari  | 6   | 2 | 2 | 0 | 0 |
|  | 2. | Mariner CC B | 3   | 2 | 1 | 0 | 1 |
|  | 3. | ITA Ladies   | 0   | 2 | 0 | 0 | 2 |

|  |    | Girone C        | Pti | G | V | N | P |
|  | -- | --------------- | --- | - | - | - | - |
|  | 1. | RM Essen        | 9   | 3 | 3 | 0 | 0 |
|  | 2. | GC Polesine     | 6   | 3 | 2 | 0 | 1 |
|  | 3. | Canott. Sabazia | 3   | 3 | 1 | 0 | 2 |
|  | 4. | SC Ichnusa B    | 0   | 3 | 0 | 0 | 3 |

|  |    | Girone D      | Pti | G | V | N | P |
|  | -- | ------------- | --- | - | - | - | - |
|  | 1. | KST Siracusa  | 9   | 3 | 3 | 0 | 0 |
|  | 2. | KC Radolfzell | 6   | 3 | 2 | 0 | 1 |
|  | 3. | TK Sardegna   | 3   | 3 | 1 | 0 | 2 |
|  | 4. | CC Bologna    | 0   | 3 | 0 | 0 | 3 |

|  |    | Girone E   | Pti | G | V | N | P |
|  | -- | ---------- | --- | - | - | - | - |
|  | 1. | CP Ortigia | 6   | 2 | 2 | 0 | 0 |
|  | 2. | CK Academy | 3   | 2 | 1 | 0 | 1 |
|  | 3. | AdF Torino | 0   | 2 | 0 | 0 | 2 |

|  |    | Girone F      | Pti | G | V | N | P |
|  | -- | ------------- | --- | - | - | - | - |
|  | 1. | Mariner CC A  | 4   | 2 | 1 | 1 | 0 |
|  | 2. | C San Miniato | 4   | 2 | 1 | 1 | 0 |
|  | 3. | Genova 1970   | 0   | 2 | 0 | 0 | 2 |

|  |    | Girone G       | Pti | G | V | N | P |
|  | -- | -------------- | --- | - | - | - | - |
|  | 1. | SS Murcarolo A | 7   | 3 | 2 | 1 | 0 |
|  | 2. | SC Ichnusa A   | 7   | 3 | 2 | 1 | 0 |
|  | 3. | Anzola         | 3   | 3 | 1 | 0 | 2 |
|  | 4. | LNI Ancona     | 0   | 3 | 0 | 0 | 3 |

|  |    | Girone H       | Pti | G | V | N | P |
|  | -- | -------------- | --- | - | - | - | - |
|  | 1. | Jomar Club     | 9   | 3 | 3 | 0 | 0 |
|  | 2. | Arenzano       | 6   | 3 | 2 | 0 | 1 |
|  | 3. | CC Ferrara     | 3   | 3 | 1 | 0 | 2 |
|  | 4. | SS Murcarolo B | 0   | 3 | 0 | 0 | 3 |

### 2ª fase
|  |    | Girone L       | Pti | G | V | N | P |
|  | -- | -------------- | --- | - | - | - | - |
|  | 1. | CN Posillipo   | 6   | 3 | 2 | 0 | 1 |
|  | 2. | RM Essen       | 4   | 3 | 1 | 1 | 1 |
|  | 3. | CP Ortigia     | 4   | 3 | 1 | 1 | 1 |
|  | 4. | SS Murcarolo A | 0   | 3 | 0 | 0 | 3 |

|  |    | Girone M     | Pti | G | V | N | P |
|  | -- | ------------ | --- | - | - | - | - |
|  | 1. | PS Chiavari  | 9   | 3 | 3 | 0 | 0 |
|  | 2. | Mariner CC A | 6   | 3 | 2 | 0 | 1 |
|  | 3. | KST Siracusa | 3   | 3 | 0 | 1 | 2 |
|  | 4. | Jomar Club   | 0   | 3 | 0 | 0 | 3 |

|  |    | Girone N       | Pti | G | V | N | P |
|  | -- | -------------- | --- | - | - | - | - |
|  | 1. | CK Academy     | 7   | 3 | 2 | 1 | 0 |
|  | 2. | SC Ichnusa A   | 7   | 3 | 2 | 1 | 0 |
|  | 3. | Idroscalo Club | 3   | 3 | 1 | 0 | 2 |
|  | 4. | GC Polesine    | 0   | 3 | 0 | 0 | 3 |

|  |    | Girone O      | Pti | G | V | N | P |
|  | -- | ------------- | --- | - | - | - | - |
|  | 1. | KC Radolfzell | 9   | 3 | 3 | 0 | 0 |
|  | 2. | Arenzano      | 6   | 3 | 2 | 0 | 1 |
|  | 3. | C San Miniato | 3   | 3 | 0 | 1 | 2 |
|  | 4. | Mariner CC B  | 0   | 3 | 0 | 0 | 3 |

|  |    | Girone P        | Pti | G | V | N | P |
|  | -- | --------------- | --- | - | - | - | - |
|  | 1. | Canott. Sabazia | 5   | 3 | 1 | 2 | 0 |
|  | 2. | CC Firenze      | 4   | 3 | 1 | 1 | 1 |
|  | 3. | AdF Torino      | 4   | 3 | 1 | 1 | 1 |
|  | 4. | Anzola          | 3   | 3 | 1 | 0 | 2 |

|  |    | Girone Q    | Pti | G | V | N | Q |
|  | -- | ----------- | --- | - | - | - | - |
|  | 1. | TK Sardegna | 9   | 3 | 3 | 0 | 0 |
|  | 2. | ITA Ladies  | 6   | 3 | 2 | 0 | 1 |
|  | 3. | Genova 1970 | 3   | 3 | 1 | 0 | 2 |
|  | 4. | CC Ferrara  | 0   | 3 | 0 | 0 | 3 |

|  |    | Girone S       | Pti | G | V | N | Q |
|  | -- | -------------- | --- | - | - | - | - |
|  | 1. | LNI Ancona     | 9   | 3 | 3 | 0 | 0 |
|  | 2. | SC Ichnusa B   | 6   | 3 | 2 | 0 | 1 |
|  | 3. | CC Bologna     | 1   | 3 | 0 | 1 | 2 |
|  | 4. | SS Murcarolo B | 1   | 3 | 0 | 1 | 2 |

### Semifinali
Nelle semifinali Chiavari e Posillipo eliminano rispettivamente Essen e Mariner.

### Finali
- Mariner CC A - R.M. Essen 3-4
- CN Posillipo - PS Chiavari 2-4

## Classifica finale
1	Pro Scogli Chiavari
2	Circolo Nautico Posillipo
3	R.M. Essen
4	Mariner Canoa Club A (terza in Coppa Italia perché l'Essen era iscritto solo al Torneo Internazionale)
5	KST 2001 Siracusa
6	Canoa Polo Ortigia	
7	Società Sportiva Murcarolo A	
8	Jomar Club Catania
9	C.K. Gravità Zero Academy	
10	KC Radolfzell	
11	Società Canottieri Ichnusa A	
12	Arenzano Canoa
13	Canoa San Miniato	
14	Idroscalo Club
15	Gruppo Canoe Polesine	
16	Mariner Canoa Club B	
17	Team Kayak Sardegna	
18	Canottieri Sabazia	
19	Canottieri Comunali Firenze	
20	ITA Ladies	
21	Genova 1970	
22	Amici del Fiume Torino	
23	Anzola	
24	Canoa Club Ferrara	
25	LNI Ancona		
26	Società Canottieri Ichnusa B		
27	Canoa Club Bologna		
28	Murcarolo B

## Vincitore
| Vincitore della Coppa Italia 2012 |
| --------------------------------- |
| Pro Scogli Chiavari (1º titolo)   |

### Rosa
| N° | Naz.                   |  | Sportivo           |  |  |  |
| -- | ---------------------- |  | ------------------ |  |  |  |
| 1  | Italia (bandiera)      |  | Andrea Bertelloni  |  |  |  |
| 3  | Italia (bandiera)      |  | Lorenzo Marino     |  |  |  |
| 4  | Italia (bandiera)      |  | Marco Savino       |  |  |  |
| 5  | Paesi Bassi (bandiera) |  | Jurien Hallegraeff |  |  |  |
| 6  | Italia (bandiera)      |  | Massimiliano Sizzi |  |  |  |
| 7  | Italia (bandiera)      |  | Marco Porzio       |  |  |  |
| 8  | Italia (bandiera)      |  | Giampiero De Luca  |  |  |  |
| 9  | Italia (bandiera)      |  | Luca Bellini (c)   |  |  |  |
| 10 | Italia (bandiera)      |  | Matteo Baldeschi   |  |  |  |